# 予兆
| ウィキペディアには「予兆」という見出しの百科事典記事はありません（タイトルに「予兆」を含むページの一覧/「予兆」で始まるページの一覧）。 代わりにウィクショナリーのページ「予兆」が役に立つかもしれません。 |